# Calvin Fowler
Calvin Bernard "Cal" Fowler, född 11 februari 1940 i Pittsburgh, död 5 mars 2013 i Burlington, var en amerikansk basketspelare.
Fowler blev olympisk mästare i basket vid sommarspelen 1968 i Mexico City.